# Curcuma flammea
Curcuma flammea là một loài thực vật có hoa trong họ Gừng. Mẫu định danh: Jana Leong-Škorničková, Trần Hữu Đăng, Somsanith Bouamanivong, Khantheo Santhammavong, Udone Souvannakhoummane, Kittisack Phoutthavong JLS-1777 thu thập ngày 23 tháng 6 năm 2012 ở tọa độ 18°57′43,2″B 102°26′9,9″Đ / 18,95°B 102,43333°Đ, cao độ 467 m, Ban Phou Din Deng, huyện Vang Vieng, Viêng Chăn, Lào.

## Từ nguyên
Tính từ định danh flammea có nguồn gốc từ danh từ trong tiếng Latinh flamma, có nghĩa là đỏ lửa hoặc ngọn lửa. Nó được cho là do màu sắc đỏ da cam tươi của hoa và lá bắc, giống như ngọn lửa trong rừng khi nở rộ.

## Phân bố
Loài này có tại vùng xung quanh Viêng Chăn, Lào. Mọc trên các sườn núi đá vôi dốc đứng trong rừng khộp (Dipterocarpaceae) nguyên sinh ở cao độ 400–500 m. Ra hoa vào đầu mùa mưa, từ cuối tháng 5 đến tháng 7, hoa kéo dài một ngày, nở vào buổi sáng và tàn vào chiều muộn. Tạo quả tháng 6-7 (-8) 

## Mô tả
C. flammea cũng thuộc phân chi Ecomata. Về mặt hình thái, các loài tương tự nhất là C. bicolor và C. rhomba. Phân tích phân tử sơ bộ về phân chi Ecomata gọi ý rằng C. flammea gần với C. bicolor hơn là với C. rhomba.